# Lijst van rijksmonumenten in Boxtel (plaats)
De plaats Boxtel telt 36 inschrijvingen in het rijksmonumentenregister. Hieronder een overzicht.
| Object | Oorspronkelijke functie?  | Bouwjaar              | Architect   | Locatie              | Coördinaten?                  | Nr.?   | Afbeelding                                                    |
| --- | ------------------------- | --------------------- | ----------- | -------------------- | ----------------------------- | ------ | ------------------------------------------------------------- |
| Nederlands Hervormde Kerk | Kerk en kerkonderdeel     | 1812                  |             | Clarissenstraat 18   | 51° 35' 24" NB, 5° 19' 33" OL | 10051  | Meer afbeeldingen                                             |
| Huis onder zadeldak met topgevel | Woonhuis                  | 17e eeuw              |             | Duinendaal 9         | 51° 35' 23" NB, 5° 19' 38" OL | 10052  | Meer afbeeldingen                                             |
| Kanunnikenhuis. Kleine dubbele woning onder dwars schilddak; ramen met kleine roedenverdeling                                                                              | Woonhuis                  | vermoedelijk 17e eeuw |             | Duinendaal 4         | 51° 35' 22" NB, 5° 19' 38" OL | 10053  | Meer afbeeldingen                                             |
| Eenvoudige dorpswoning met dwars wolfdak en ramen met kleine roedenverdeling                                                                                               | Boerderij                 | begin 19e eeuw        |             | Eindhovenseweg 16    | 51° 34' 54" NB, 5° 20' 3" OL  | 10054  | Meer afbeeldingen                                             |
| Boerderij-Herberg waarvan het stalgedeelte gesloopt; groot huis met ingang in de kop- en een in de langsgevel; ramen met kleine roedenverdeling. Wolfdak met pannen belegd | Boerderij                 | 17e of begin 18e eeuw |             | Eindhovenseweg 41    | 51° 34' 36" NB, 5° 20' 23" OL | 10055  | Meer afbeeldingen                                             |
| Sint-Petrusbasiliek | Kerk en kerkonderdeel     | 15e eeuw              |             | Oude Kerkstraat 20   | 51° 35' 24" NB, 5° 19' 34" OL | 10056  | Meer afbeeldingen                                             |
| Boerderij van het Kempische langgeveltype | Boerderij                 |                       |             | Lennisheuvel 60      | 51° 34' 16" NB, 5° 18' 52" OL | 10057  | Meer afbeeldingen                                             |
| Boerderij waarvan het woonhuis een hoog zadeldak heeft tussen topgevels; ramen met kleine roedenverdeling; de gevels grijsgepleisterd                                      | Boerderij                 |                       |             | Lennisheuvel 93      | 51° 34' 14" NB, 5° 18' 41" OL | 10058  | Meer afbeeldingen                                             |
| Gasthuis van Magdalena van der Stappen | Sociale zorg, liefdadigh. | 1646                  |             | Markt 32,33,34,35    | 51° 35' 18" NB, 5° 19' 40" OL | 10059  | Meer afbeeldingen                                             |
| Kasteel Stapelen | Kasteel, buitenplaats     | 1857-1858             |             | Stapelen 1           | 51° 34' 17" NB, 5° 17' 50" OL | 10060  | Meer afbeeldingen                                             |
| Pastorie met koetshuis, erfommuring en poort | Kerkelijke dienstwoning   | 1845                  |             | Duinendaal 2         | 51° 35' 21" NB, 5° 19' 38" OL | 515577 | Meer afbeeldingen                                             |
| Heilig Hart Kerk | Kerk en kerkonderdeel     | 1899-1901             | C. Franssen | Baroniestraat 24     | 51° 35' 23" NB, 5° 19' 5" OL  | 516624 | Meer afbeeldingen                                             |
| Grafmonument van de familie Van Buul | Begraafplaats en -onderdl | 1944-1947             |             | Baroniestraat bij 24 | 51° 35' 23" NB, 5° 19' 5" OL  | 516625 | Grafmonument van de familie Van Buul                          |
| Herenhuis | Woonhuis                  | 1881                  |             | Clarissenstraat 37   | 51° 35' 26" NB, 5° 19' 32" OL | 516627 | Herenhuis                                                     |
| Koetshuis | Opslag                    | 1881                  |             | Clarissenstraat 37   | 51° 35' 26" NB, 5° 19' 32" OL | 516628 | Meer afbeeldingen                                             |
| Villa De Omval | Woonhuis                  | 1901                  |             | Molenstraat 61       | 51° 35' 29" NB, 5° 19' 15" OL | 516633 | Villa De Omval                                                |
| Villa De Omval: schuur | Opslag                    | 1901                  |             | Molenstraat 61       | 51° 35' 29" NB, 5° 19' 15" OL | 516634 | Meer afbeeldingen                                             |
| De Smalle Stroom | Industrie                 | 1852                  |             | Drossaard 5          | 51° 35' 31" NB, 5° 19' 10" OL | 516636 | Meer afbeeldingen                                             |
| De Smalle Stroom: directeurswoning | Dienstwoning              | ca. 1860              |             | van der Voortweg 1   | 51° 35' 32" NB, 5° 19' 10" OL | 516637 | De Smalle Stroom: directeurswoning                            |
| R.K. klooster St. Ursula (voorheen kweekschool) | Klooster, kloosteronderdl | 1910-1911             |             | Baroniestraat 22     | 51° 35' 25" NB, 5° 19' 7" OL  | 516638 | Meer afbeeldingen                                             |
| Villa | Woonhuis                  | 1863                  |             | Breukelsestraat 32   | 51° 35' 15" NB, 5° 19' 11" OL | 516639 | Villa                                                         |
| Op de splitsing van de Clarissenstraat en de koppel ligt een voormalige dokterswoning                                                                                      | Dienstwoning              | 1903                  |             | Clarissenstraat 20   | 51° 35' 26" NB, 5° 19' 33" OL | 516640 | Meer afbeeldingen                                             |
| Voormalige proefboerderij annex varkensmesterij | Boerderij                 | 1931                  |             | Esschebaan 25        | 51° 36' 3" NB, 5° 17' 41" OL  | 516641 | Voormalige proefboerderij annex varkensmesterij               |
| Adrianahoeve | Sport en recreatie        | 1850-1855             |             | Kinderbos 3          | 51° 33' 36" NB, 5° 18' 51" OL | 516644 | Meer afbeeldingen                                             |
| 't Hart van Boxtel' (voorheen 'Het vergulde Hert') | Horeca                    | 1927                  | F.P.J. Ruts | Markt 16             | 51° 35' 18" NB, 5° 19' 35" OL | 516645 | Meer afbeeldingen                                             |
| Woonhuis bestaande uit doodgraverswoning en kosterhuis | Kerkelijke dienstwoning   | 1896                  |             | Oude Kerkstraat 16   | 51° 35' 23" NB, 5° 19' 36" OL | 516646 | Woonhuis bestaande uit doodgraverswoning en kosterhuis        |
| Enigszins achter de rooilijn van de grotendeels lintbebouwde Rechterstraat gelegen herenhuis                                                                               | Woonhuis                  | 1875-1900             |             | Rechterstraat 80     | 51° 35' 14" NB, 5° 19' 49" OL | 516647 | Meer afbeeldingen                                             |
| Voormalige dienstwoning | Dienstwoning              | 1899                  |             | Spoorstraat 9        | 51° 35' 14" NB, 5° 18' 56" OL | 516648 | Voormalige dienstwoning                                       |
| Diep woonhuis in art-nouveaustijl | Woonhuis                  | ca. 1900              |             | Stationsstraat 28    | 51° 35' 18" NB, 5° 19' 21" OL | 516650 | Meer afbeeldingen                                             |
| Café 'de Sportwereld', thans restaurant/woonhuis | Horeca                    | 1923                  |             | Stationsstraat 94    | 51° 35' 8" NB, 5° 19' 12" OL  | 516651 | Café 'de Sportwereld', thans restaurant/woonhuis              |
| Fabrieksgebouw | Industrie                 | ca. 1850              |             | Drossaard 1          | 51° 35' 32" NB, 5° 19' 10" OL | 525659 | Fabrieksgebouw                                                |
| Tweede fabrieksgebouw en aan zuidoostelijke gevel machinehuis | Industrie                 | ca. 1850              |             | Drossaard 3          | 51° 35' 32" NB, 5° 19' 10" OL | 525660 | Tweede fabrieksgebouw en aan zuidoostelijke gevel machinehuis |
| Pastorie | Kerkelijke dienstwoning   | 1900-1901             | C. Franssen | Baroniestraat 24     | 51° 35' 23" NB, 5° 19' 3" OL  | 525682 | Pastorie                                                      |
| Grafmonument van de familie Van Susante | Begraafplaats en -onderdl | 1944                  |             | Baroniestraat bij 24 | 51° 35' 24" NB, 5° 19' 3" OL  | 525683 | Grafmonument van de familie Van Susante                       |
| Grafmonument van de familie Verhoeven | Begraafplaats en -onderdl | 1946                  |             | Baroniestraat bij 24 | 51° 35' 24" NB, 5° 19' 3" OL  | 525684 | Upload foto                                                   |
| Grafmonument in tufsteen van beeldhouwer Jo Uiterwaal | Begraafplaats en -onderdl | 1947                  |             | Baroniestraat bij 24 | 51° 35' 24" NB, 5° 19' 3" OL  | 525685 | Grafmonument in tufsteen van beeldhouwer Jo Uiterwaal         |